# Bart Verbruggen
Bart Verbruggen, né le 18 août 2002 à Zwolle aux Pays-Bas, est un footballeur international néerlandais qui évolue au poste de gardien de but au Brighton & Hove Albion.

## Biographie

### En club
Né à Zwolle aux Pays-Bas, Bart Verbruggen commence le football au NAC Breda. Il ne joue toutefois aucun match avec l'équipe première du club. Le 28 août 2020 il rejoint la Belgique afin de s'engager en faveur du RSC Anderlecht. 
Il joue son premier match en professionnel avec Anderlecht, le 2 mai 2021, contre le Club Bruges KV. Il est titularisé et les deux équipes se neutralisent ce jour-là (2-2 score final).
Malgré une saison 2022-2023 décevante d'Anderlecht, qui termine à la onzième place du classement, Verbruggen est l'une des satisfactions de l'équipe. Il est élu meilleur joueur de la saison par les supporters du club.
Le 3 juillet 2023, Bart Verbruggen rejoint Brighton & Hove Albion. Il signe un contrat de cinq ans, soit jusqu'en juin 2028,. 
En concurrence avec Jason Steele pour le poste de gardien de but, Verbruggen joue son premier match pour le club le 26 août 2023, lors d'une rencontre de Premier League contre West Ham United. Il est titularisé et son équipe est battue par trois buts à un,. 

### En sélection
Bart Verbruggen compte une sélection avec l'équipe des Pays-Bas des moins de 19 ans, obtenue en 2019.
Verbruggen joue son premier match avec l'équipe des Pays-Bas espoirs le 14 juin 2023, contre le Japon. Il entre en jeu et les deux équipes se neutralisent (0-0 score final).
Le 17 mars 2023, Bart Verbruggen est convoqué pour la première fois avec l'équipe nationale des Pays-Bas par le sélectionneur Ronald Koeman.
Verbruggen honore sa première sélection avec l'équipe nationale des Pays-Bas le 13 octobre 2023, en étant titularisé contre la l'France. Son équipe s'incline par deux buts à un ce jour-là,,.
Le 29 mai 2024, il figure dans la liste des 26 joueurs néerlandais retenus par Ronald Koeman pour participer à l'Euro 2024. En concurrence avec Mark Flekken notamment, Verbruggen est annoncé titulaire par Koeman juste avant le début de la compétition. Avec Verbruggen dans les buts, les Pays-Bas se hissent jusqu'en demi-finale de la compétition, jouant contre l'Angleterre le 10 juillet 2024 mais les Oranje sont battus ce jour-là (1-2 score final).

## Statistiques détaillées
| Saison                | Club                   | Championnat           | Championnat | Championnat | Championnat | Coupe nationale | Coupe nationale | Coupe nationale | Coupe de la Ligue | Coupe de la Ligue | Coupe de la Ligue | Supercoupe | Supercoupe | Supercoupe | Compétition(s) continentale(s) | Compétition(s) continentale(s) | Compétition(s) continentale(s) | Compétition(s) continentale(s) | Pays-Bas | Pays-Bas | Pays-Bas | Total | Total | Total |
| Saison                | Club                   | Division              | M.          | B.          | P.d.        | M.              | B.              | P.d.            | M.                | B.                | P.d.              | M.         | B.         | P.d.       | Comp.                          | M.                             | B.                             | P.d.                           | M.       | B.       | P.d.     | M.    | B.    | P.d.  |
| 2020-2021             | RSC Anderlecht         | Jupiler Pro League    | 6           | 0           | 0           | -               | -               | -               | -                 | -                 | -                 | -          | -          | -          | -                              | -                              | -                              | -                              | -        | -        | -        | 6     | 0     | 0     |
| 2021-2022             | RSC Anderlecht         | Jupiler Pro League    | 1           | 0           | 0           | -               | -               | -               | -                 | -                 | -                 | -          | -          | -          | -                              | -                              | -                              | -                              | -        | -        | -        | 1     | 0     | 0     |
| 2022-2023             | RSC Anderlecht         | Jupiler Pro League    | 17          | 0           | 0           | 1               | 0               | 0               | -                 | -                 | -                 | -          | -          | -          | C4                             | 6                              | 0                              | 0                              | -        | -        | -        | 24    | 0     | 0     |
| Sous-total            | Sous-total             | Sous-total            | 24          | 0           | 0           | 1               | 0               | 0               | 0                 | 0                 | 0                 | 0          | 0          | 0          | -                              | 6                              | 0                              | 0                              | 0        | 0        | 0        | 31    | 0     | 0     |
| 2023-2024             | Brighton & Hove Albion | Premier League        | 21          | 0           | 0           | 2               | 0               | 0               | 1                 | 0                 | 0                 | -          | -          | -          | C3                             | 3                              | 0                              | 0                              | 13       | 0        | 0        | 40    | 0     | 0     |
| 2024-2025             | Brighton & Hove Albion | Premier League        | 36          | 0           | 1           | 3               | 0               | 0               | 1                 | 0                 | 0                 | -          | -          | -          | -                              | -                              | -                              | -                              | 7        | 0        | 0        | 47    | 0     | 1     |
| Sous-total            | Sous-total             | Sous-total            | 57          | 0           | 1           | 5               | 0               | 0               | 2                 | 0                 | 0                 | 0          | 0          | 0          | -                              | 3                              | 0                              | 0                              | 20       | 0        | 0        | 87    | 0     | 1     |
| Total sur la carrière | Total sur la carrière  | Total sur la carrière | 81          | 0           | 1           | 6               | 0               | 0               | 1                 | 0                 | 0                 | 0          | 0          | 0          | -                              | 9                              | 0                              | 0                              | 20       | 0        | 0        | 117   | 0     | 1     |